# Румунаши
Румунаши (или румунофили), назив који потиче са краја 19. века, из времена борбе за превласт у османслијској Македонији до Балканских ратова. Односи се на све становништво Македоније цинцарског ("влашког") порекла чији матерњи језик је сродан румунском, а имали су румунску националну свест под утицајем акције румунске Владе, конзулата, образовних и установа културе. Румунофилска акција захватила је мањи део становништва, док је највећи део под јаким вишевековним утицајем Цариградске патријаршије, грчких школа и организација наставио да се сматра за Грке. Део који је касније пресељен у Румунију (највише у Добруџу) данас има румунску националну свест са израженим неговањем цинцарске традиције старог краја, у Грчкој где је још бројна ова заједница највећи део се сматра Грцима, мањи део који још увек говори цинцарски сматра се за влахофоне Грке. У Македонији стварањем социјалистичке Југославије највећи део прихватио је македонску националну свест (македонисти), тако да се тамо данас још само око 10.000 изјашњава као Цинцари. Сам термин спада у увредљиве термине, а користи се и за припаднике свих других нација који су живећи у Румунији прихватили румунску националну свест. У најновије доба мањи (засад маргинални) део источносрпских Влаха такође је под утицајем јаке румунске пропаганде која подразумева да се сви припадници влашке националне заједнице имају сматрати за део румунске нације, влашки језик за дијалекат румунског, уз отварање румунских школа и других установа културе и образовања, као и припадношћу Румунској православној цркви уместо Српској, као до сада. 